# Lego Marvel Super Heroes
 (octobre 2013).
Si vous disposez d'ouvrages ou d'articles de référence ou si vous connaissez des sites web de qualité traitant du thème abordé ici, merci de compléter l'article en donnant les références utiles à sa vérifiabilité et en les liant à la section « Notes et références ».
LEGO Marvel Super Heroes est un jeu d'action-aventure à thème LEGO, développé par Traveller's Tales Ltd. et édité par Warner Bros. Interactive Entertainment, sorti en 2013. Le jeu est disponible sur plusieurs plateformes, notamment PlayStation 3, Xbox 360, Wii U, PC, ainsi que sur PlayStation 4, Xbox One, et Nintendo Switch avec des sorties ultérieures. Le jeu fait partie de la célèbre série LEGO, qui mélange humour et gameplay accessible, et se déroule dans l'Univers Marvel.
Dans ce titre, les joueurs contrôlent un large éventail de personnages iconiques de Marvel, tels que les Avengers, les Quatre Fantastiques, les X-Men, et Spider-Man, qui s'unissent pour contrecarrer les plans du super-vilain Loki et d'autres antagonistes comme Galactus, dans une intrigue originale. Le jeu propose un monde ouvert interactif, centré sur New York, avec de nombreuses missions, des puzzles à résoudre, et des combats dynamiques.
Salué pour son humour, sa fidélité à l'univers Marvel, et sa jouabilité adaptée à tous les âges, LEGO Marvel Super Heroes a reçu des critiques positives et est rapidement devenu l'un des jeux LEGO les plus populaires. Il a ensuite été suivi par un spin-off, LEGO Marvel's Avengers en 2016, et une suite, LEGO Marvel Super Heroes 2, en 2017.

## Système de jeu
LEGO Marvel Super Heroes est un jeu d'action-aventure en solo ou en coopération, joué à la troisième personne. Les joueurs peuvent incarner une vaste sélection de héros et de vilains issus de l'univers Marvel, tels qu'Iron Man, Hulk, Spider-Man ou encore Thor, chacun avec des capacités uniques adaptées aux situations du jeu. Le gameplay se déroule dans une série de niveaux linéaires interconnectés avec des sections en monde ouvert, situées dans une réplique en LEGO de Manhattan.
Les joueurs peuvent alterner entre les personnages pour résoudre des puzzles et combattre des ennemis. Par exemple, Iron Man peut voler et utiliser des lasers, tandis que Hulk possède une force brute pour soulever et détruire des objets lourds. Chaque personnage offre une expérience différente et des compétences spécifiques pour interagir avec l'environnement ou surmonter les obstacles.
En explorant le monde ouvert, les joueurs peuvent effectuer des missions secondaires, collecter des objets cachés et débloquer de nouveaux personnages ou véhicules. Le système de progression permet de débloquer des capacités supplémentaires et des costumes spéciaux pour les héros.
Le mode coopératif permet à deux joueurs de jouer ensemble, ajoutant une dimension sociale au jeu. Le système de combat, bien que simple, met l'accent sur des combos faciles à réaliser et des attaques spéciales propres à chaque personnage. Les puzzles, quant à eux, consistent souvent à utiliser les compétences spécifiques des personnages pour avancer dans les niveaux.
L’exploration et la rejouabilité sont enrichies par la possibilité de rejouer les niveaux en mode Free Play, où les joueurs peuvent choisir leurs personnages favoris pour revisiter et découvrir des secrets cachés.

### Collectibles

#### Monnaie
Dans LEGO Marvel Super Heroes, la monnaie est constituée de studs, des petites pièces que l'on collecte tout au long du jeu.

##### Types de Studs et leur valeur
Les studs existent sous plusieurs couleurs, chacune avec une valeur spécifique :
- Studs argentés : 10 studs
- Studs dorés : 100 studs
- Studs bleus : 1 000 studs
- Studs violets : 10 000 studs

Ces valeurs sont uniformes dans la série des jeux LEGO, y compris dans LEGO Marvel Super Heroes.

##### Utilisation des Studs
Les studs sont principalement utilisés pour :
- Atteindre le statut de Vrai Croyant (True Believer) dans chaque niveau. Cela se fait en accumulant une quantité suffisante de studs dans les missions.

- Acheter des personnages : Après avoir débloqué un personnage en jouant, vous devez dépenser des studs pour l'acheter et l'utiliser dans le jeu.
- Acheter des véhicules : De la même manière, les véhicules déblocables dans le hub nécessitent des studs pour être acquis.
- Débloquer des briques rouges : Ces briques offrent des avantages spéciaux (par exemple, multiplicateurs de studs, aimants à studs, etc.) une fois achetées avec des studs.

##### Briques rouges et multiplicateurs de Studs
Les briques rouges sont des objets spéciaux cachés dans le jeu, qui permettent d’activer divers avantages après les avoir achetées. Les multiplicateurs de studs (x2, x4, x6, x8, x10) sont les plus recherchés. Chaque multiplicateur double ou multiplie par un facteur plus élevé le nombre de studs collectés. Une fois plusieurs multiplicateurs activés, ils se combinent, vous permettant de collecter des studs en plus grande quantité.

##### Étapes pour compléter le jeu à 100%
Terminer LEGO Marvel Super Heroes à 100% nécessite énormément de studs. Pour débloquer tous les personnages, véhicules et briques rouges, il est essentiel de maximiser les gains de studs en collectant les briques rouges et en activant les multiplicateurs. Chaque élément important du jeu, y compris certains personnages rares, nécessite l'investissement de plusieurs milliers, voire millions de studs.

#### True Believer
Dans LEGO Marvel Super Heroes, le statut de True Believer (Vrai Croyant) est un objectif à atteindre dans chaque niveau en accumulant un certain nombre de pièces (studs), qui agissent comme la monnaie du jeu.

##### Obtention du statut True Believer
Dans chaque niveau, une barre de progression de pièces apparaît en haut de l'écran. En ramassant des pièces en détruisant des objets, en résolvant des énigmes ou en combattant des ennemis, la barre se remplit. Lorsque la barre est totalement remplie, vous atteignez le statut de True Believer. Une fois obtenu, vous ne pouvez pas perdre ce statut, même si vous perdez des pièces plus tard,.

##### Exigence en pièces pour chaque niveau
Le nombre de pièces requis varie selon les niveaux. Par exemple, pour le niveau "Sand Central Station", vous devez récolter 70 000 pièces, tandis que dans le niveau "Times Square Off", il faut en collecter 170 000. Ces exigences augmentent avec la difficulté des niveaux ultérieurs. L’utilisation de multiplicateurs de pièces (débloqués grâce aux briques rouges Deadpool) permet d'atteindre plus rapidement le seuil de True Believer.

##### Succès "Ultimate True Believer"
En atteignant le statut de True Believer dans les 15 niveaux principaux de l’histoire ainsi que dans les 11 niveaux bonus de Deadpool, vous débloquez le succès "Ultimate True Believer". Cela fait partie des étapes essentielles pour compléter le jeu à 100 %.

##### Conseils pour atteindre le statut de True Believer
- Utilisez des multiplicateurs de pièces pour accumuler plus rapidement les pièces nécessaires.
- Explorez les niveaux en détruisant autant d’objets que possible, et assurez-vous de collecter les pièces lâchées par les ennemis vaincus.

Le statut de True Believer est essentiel pour débloquer des récompenses supplémentaires et progresser vers la complétion totale du jeu. Atteindre cet objectif dans chaque niveau est nécessaire pour ceux qui visent à terminer le jeu à 100 % et obtenir toutes les récompenses.

#### Briques Rouges
Dans le jeu LEGO Marvel Super Heroes, les Deadpool Bricks (également appelées briques rouges) sont des objets collectables cachés dans des missions bonus spécifiques. Ces briques débloquent divers bonus et améliorations pour faciliter le jeu ou apporter des effets amusants.

##### Deadpool Bricks
Voici la liste des briques rouges (ou "Deadpool bricks") pour le jeu LEGO Marvel Super Heroes :
Studs x2 (Multiplicateur de studs x2)
- Disponible : Dès le début
- Effet : Multiplie tous les studs gagnés par deux (cumulable)
- Coût : 1 000 000

Studs x4 (Multiplicateur de studs x4)
- Disponible : Tabloid Tidy Up
- Effet : Multiplie tous les studs gagnés par quatre (cumulable)
- Coût : 2 000 000

Studs x6 (Multiplicateur de studs x6)
- Disponible : Feeling Fisky
- Effet : Multiplie tous les studs gagnés par six (cumulable)
- Coût : 3 000 000

Studs x8 (Multiplicateur de studs x8)
- Disponible : Reptilian Ruckus
- Effet : Multiplie tous les studs gagnés par huit (cumulable)
- Coût : 4 000 000

Studs x10 (Multiplicateur de studs x10)
- Disponible : House Party Protocol
- Effet : Multiplie tous les studs gagnés par dix (cumulable)
- Coût : 5 000 000

Disguises (Déguisements)
- Disponible : Dès le début
- Effet : Place des lunettes, un nez et une moustache de Stan Lee sur les personnages
- Coût : 300 000

Gold Brick Detector (Détecteur de briques dorées)
- Disponible : Nuff Said
- Effet : Indique avec une flèche blanche l'emplacement d'une brique dorée
- Coût : 200 000

Minikit Detector (Détecteur de Minikit)
- Disponible : Put up your Dukes
- Effet : Indique avec une flèche blanche l'emplacement d'un Minikit
- Coût : 200 000

Mini Characters (Mini personnages)
- Disponible : Bro-tunheim
- Effet : Rend les personnages minuscules
- Coût : 100 000

Collect Ghost Studs (Collecte des studs fantômes)
- Disponible : A Shock Withdrawal
- Effet : Les studs laissés par un chemin deviennent collectables
- Coût : 100 000

Fast Build (Construction rapide)
- Disponible : Stranger Danger
- Effet : Augmente la vitesse de construction des briques LEGO
- Coût : 100 000

Attract Studs (Aimant à studs)
- Disponible : Stunt Show Surprise
- Effet : Ramasse automatiquement les studs dans la proximité du personnage
- Coût : 600 000

Character Token Detector (Détecteur de jetons de personnages)
- Disponible : The Thrill of the Chess
- Effet : Indique avec une flèche blanche l'emplacement d'un jeton de personnage
- Coût : 800 000

Festive Hats (Chapeaux festifs)
- Disponible : Dès le début
- Effet : Met des chapeaux de fête à tous les personnages
- Coût : 100 000

Extra Hearts (Cœurs supplémentaires)
- Disponible : Dès le début
- Effet : Ajoute deux jauges de santé supplémentaires au personnage
- Coût : 100 000

##### Mécanique des Deadpool Bricks
- Accessibilité : Ces briques ne peuvent être récupérées qu'en complétant des missions bonus spécifiques, accessibles après avoir collecté un certain nombre de briques d'or. Elles se trouvent dans des lieux emblématiques comme la tour Fisk ou la tour Stark[18],[17].
- Activation : Une fois achetées avec des pièces, ces briques peuvent être activées via le menu "Extras" pour modifier l'expérience de jeu.

Ces briques sont essentielles pour progresser rapidement dans le jeu et débloquer tout le contenu tout en apportant des modifications utiles au gameplay. Si tu cherches à optimiser ta collecte de ressources ou ajouter un peu de fun à l’expérience, ces bonus sont incontournables.

#### Minikits
Dans LEGO Marvel Super Heroes, il existe un total de 150 Minikits répartis sur 15 niveaux principaux, avec 10 Minikits par niveau. Ces objets à collectionner sont dissimulés dans différents endroits des niveaux et nécessitent souvent des personnages spécifiques ou des compétences particulières pour y accéder. Une fois le mode Histoire terminé, vous débloquerez le mode Jeu Libre, qui vous permet de revisiter les niveaux avec différents personnages pour récupérer tous les Minikits.
Chaque Minikit collecté permet de débloquer une bande dessinée en lien avec le niveau concerné, et si vous trouvez les 10 Minikits d’un niveau, vous obtiendrez également une Brique d'or. Compléter tous les Minikits fait également partie des exigences pour terminer le jeu à 100 %.
Ces Minikits sont souvent cachés derrière des énigmes, des objets destructibles ou nécessitent des compétences spéciales. Il est donc indispensable de rejouer les niveaux en mode Jeu Libre pour les récupérer.

#### Briques d'Or
Dans LEGO Marvel Super Heroes, il y a 250 Briques d'or à collecter, essentielles pour atteindre les 100% de complétion du jeu. Ces briques d'or se trouvent à la fois dans les missions principales et dans les zones en monde ouvert, principalement dans New York City. Elles permettent de débloquer du contenu supplémentaire, comme certaines des missions bonus de Deadpool,.
Voici les principales façons de collecter des Briques d'or :
- Terminer les missions principales : Chaque mission de la campagne principale vous récompense par une Brique d'or, soit un total de 15[21].
- Missions bonus de Deadpool : Compléter les 11 missions bonus animées par Deadpool vous rapporte des Briques d'or supplémentaires[21].
- Statut de "True Believer" : Atteindre le statut de "True Believer" en collectant suffisamment de pièces (studs) dans chaque niveau vous donne 26 Briques d'or[22].
- Sauver Stan Lee en danger : En sauvant Stan Lee dans diverses missions et zones ouvertes, vous obtenez 50 Briques d'or[21],[23].
- Collection de minikits : Récupérer tous les minikits dans tous les niveaux vous donne 15 Briques d'or[24].
- Réaliser des activités dans New York City : Des courses, des quêtes secondaires, et des énigmes dans le monde ouvert de New York City offrent des briques d'or[24],[23].

Les Briques d'or sont un élément central pour compléter LEGO Marvel Super Heroes. Collecter toutes les Briques d'or débloque du contenu additionnel et permet de terminer le jeu à 100 %.

#### Stan Leeen Danger
Dans LEGO Marvel Super Heroes, "Stan Lee in Peril" est une série de défis où le joueur doit secourir Stan Lee, le célèbre créateur de Marvel, dans différentes situations dangereuses à travers le jeu. Il y a 50 endroits au total où Stan Lee doit être sauvé, comprenant des missions dans les niveaux de l’histoire principale, les niveaux bonus de Deadpool, et dans le monde ouvert de New York.

##### Emplacements
- Stan Lee doit être sauvé 50 fois au total dans tout le jeu, ce qui inclut 15 fois dans les niveaux de l’histoire principale, 11 fois dans les niveaux bonus de Deadpool, et 23 fois dans le monde ouvert de New York[25],[26].

##### Déroulement des sauvetages
- Les sauvetages impliquent souvent des puzzles basés sur les pouvoirs des personnages. Par exemple, dans certains cas, il faudra utiliser la télékinésie ou la capacité magnétique pour libérer Stan de situations périlleuses, comme être coincé sous un objet lourd ou enfermé dans une cage[25].

##### Récompenses
- À chaque sauvetage de Stan, le joueur reçoit une brique dorée. Une fois tous les sauvetages accomplis, Stan Lee devient un personnage jouable[25],[26].

##### Caractéristiques de Stan Lee Jouable
- Stan Lee jouable est un personnage puissant et amusant, capable d’utiliser des pouvoirs variés issus des super-héros Marvel. Il peut aussi utiliser des stations de personnages comme Mr. Fantastic et posséder des capacités magnétiques similaires à Magneto[25].

Ces missions sont un hommage humoristique à Stan Lee et ajoutent un défi intéressant pour les joueurs visant à atteindre les 100 % de complétion du jeu.

#### Jetons de personnages
Les jetons de personnages (Character Tokens) sont des objets collectables dans LEGO Marvel Super Heroes. Chaque token représente un personnage du jeu, et une fois collecté, il permet de débloquer ce personnage après achat avec des studs (la monnaie du jeu). Il y en a 180.

##### Localisation des Character Tokens
Les tokens de personnages sont disséminés à travers les niveaux du mode histoire ainsi que dans le monde ouvert de New York. Ils peuvent être cachés derrière des obstacles ou nécessiter des interactions spécifiques pour les débloquer. Ces tokens sont souvent placés dans des endroits difficiles d'accès pour inciter à explorer chaque niveau.

##### Missions secondaires et mini-jeux
Certains Character Tokens sont obtenus en accomplissant des missions secondaires ou en participant à des mini-jeux dans le monde ouvert de New York. Ces missions peuvent impliquer des courses, des combats ou des énigmes à résoudre, et ajoutent une diversité au gameplay.

##### Déblocage d’un personnage
Après avoir récupéré un Character Token, le joueur doit se rendre dans le menu des personnages pour acheter le personnage associé. Le coût en studs dépend du personnage, et une fois acheté, celui-ci devient disponible pour être joué dans les différents modes du jeu, y compris le mode libre.

##### Pouvoirs nécessaires pour obtenir certains tokens
Certains tokens ne peuvent être récupérés qu’en utilisant des personnages ayant des compétences spécifiques :
- Vol : Les personnages volants comme Iron Man ou Thor peuvent accéder à des tokens en hauteur.
- Super-force : Des personnages comme Hulk ou The Thing peuvent détruire des objets massifs pour révéler des tokens cachés.
- Capacités technologiques : Des personnages comme Tony Stark ou Black Widow peuvent interagir avec des terminaux informatiques pour débloquer des zones contenant des tokens.
- Télékinésie ou magnétisme : Des personnages tels que Magneto ou Jean Grey peuvent déplacer certains objets ou résoudre des énigmes pour débloquer des tokens.

##### Utilisation des personnages débloqués
Une fois qu'un personnage est débloqué et acheté, il est disponible dans le Character Grid et peut être sélectionné à tout moment dans le mode libre. Chaque personnage a ses propres compétences qui peuvent être utiles pour résoudre des énigmes ou accéder à des zones spécifiques.

##### Complétion à 100%
La collecte de tous les Character Tokens est nécessaire pour compléter le jeu à 100 %. Certains personnages débloqués avec ces tokens sont aussi nécessaires pour accéder à des secrets et objets cachés dans certains niveaux.
En résumé, les Character Tokens sont essentiels pour débloquer les nombreux personnages disponibles dans LEGO Marvel Super Heroes. La recherche de ces tokens incite les joueurs à explorer les niveaux en profondeur et à utiliser les capacités spécifiques des différents personnages pour progresser dans le jeu.

#### Jetons de Véhicules
Dans le jeu LEGO Marvel Super Heroes, les Jetons de véhicules (Vehicule Tokens) permettent aux joueurs de débloquer et d'utiliser une variété de véhicules dans le monde ouvert. Il y en a 63.

##### Obtention des jetons
Les jetons de véhicules dans LEGO Marvel Super Heroes sont dispersés dans l'environnement du jeu. Ils peuvent être découverts en explorant des zones spécifiques ou en complétant des défis ou des missions annexes. Chaque jeton correspond à un véhicule que le joueur pourra ensuite utiliser.

##### Défis et missions
Certains véhicules ne sont accessibles qu'après avoir réussi des missions secondaires ou des défis spécifiques. Ces missions peuvent impliquer des combats contre des boss ou des résolutions d'énigmes particulières dans des zones secrètes.

##### Déblocage
Une fois un jeton trouvé, le joueur doit l'acheter avec des « studs » (la monnaie du jeu) pour débloquer l'accès au véhicule. Ces véhicules peuvent ensuite être invoqués à certaines stations de véhicules situées dans le monde ouvert.

##### Types de véhicules
Le jeu propose divers types de véhicules
- Véhicules terrestres : voitures, motos, camions. Ils permettent de se déplacer rapidement sur les routes.
- Véhicules aériens : hélicoptères, jets, vaisseaux. Ces véhicules sont essentiels pour voler et accéder à des zones difficiles d'accès.
- Véhicules aquatiques : bien que moins fréquents, certains véhicules nautiques existent et sont utiles pour traverser des étendues d'eau.

##### Utilisation
Une fois débloqué, le joueur peut invoquer le véhicule souhaité depuis les stations de véhicules. Cela permet de se déplacer plus rapidement ou de se lancer dans certaines missions avec des capacités de véhicule spécifiques.

##### Capacités spéciales des véhicules
Certains véhicules dans LEGO Marvel Super Heroes ont des capacités uniques. Par exemple, certains avions peuvent tirer des missiles, et certaines voitures ont des armements ou des boucliers spéciaux, offrant un avantage en combat.

##### Personnalisation des véhicules
Le jeu n’offre pas la possibilité de personnaliser les véhicules, mais chaque véhicule a des caractéristiques distinctes, comme la vitesse, la maniabilité et l'armement. Il n’y a pas de modification directe des véhicules en termes d’apparence ou de performances.
Les jetons de véhicules jouent donc un rôle central dans l'exploration et l'expérience de jeu globale en permettant aux joueurs de découvrir le monde avec plus de rapidité et d'efficacité tout en ajoutant un aspect de collection.

## Trame

### Synopsis
L'univers Marvel est en péril, menacé par une force cosmique redoutable. Tout commence lorsque Silver Surfer est abattu à son arrivée sur la Terre. Son surf se brise en de mystérieuses "briques cosmiques" à travers la planète. Ces fragments aux pouvoirs inimaginables attirent l'attention des vilains les plus redoutables.
Nick Fury, directeur du S.H.I.E.L.D., réunit les Avengers, les Quatre Fantastiques, les X-Men, ainsi que d'autres super-héros comme Spider-Man, pour mettre la main sur ces briques cosmiques avant qu'elles ne tombent entre de mauvaises mains.
Cependant, les super-vilains comme le Bouffon Vert, Magneto, le Docteur Doom, et Loki ne tardent pas à se mettre en travers de leur chemin, cherchant à obtenir le pouvoir ultime. Sauf que pendant ce temps, une menace encore plus grande se profile à l'horizon, Galactus, le dévoreur de mondes.
L'histoire se déroule principalement dans un New York, qui est le monde ouvert du jeu.

### Scénario

#### Mission 1: Sand Central Station
L’histoire commence avec une situation d’urgence à Grand Central Station, où Iron Man, Hulk, et Spider-Man doivent affronter Sandman et Abomination, qui ont pris des civils en otage pour obtenir un Cosmic Brick. Sandman utilise ses pouvoirs pour créer des murs de sable massifs et des créatures, obligeant les héros à utiliser leurs compétences spécifiques pour progresser. Iron Man vole au-dessus des obstacles, tandis que Hulk utilise sa force pour détruire les barrières. Après une série de combats, les héros réussissent à neutraliser les ennemis et à récupérer le Cosmic Brick.

#### Mission 2: Times Square Off
Cette mission met en scène Captain America et Mister Fantastic, qui pourchassent Doctor Octopus à travers Times Square après qu'il a volé un autre Cosmic Brick. Le combat se déroule dans le Daily Bugle et se termine à Times Square. Spider-Man rejoint l'équipe pour utiliser ses capacités de balancement et de toile afin d’aider à capturer Octopus. Cependant, Doctor Octopus passe la brique volée à Green Goblin, qui s'échappe, prolongeant ainsi la course-poursuite.

#### Mission 3: Exploratory Laboratory
Les joueurs contrôlent Spider-Man, Black Widow, et Hawkeye dans cette mission d’infiltration chez Oscorp, la compagnie dirigée par Norman Osborn. Leur objectif est d'empêcher Green Goblin de s’échapper avec le Cosmic Brick. Les héros affrontent plusieurs ennemis et pièges avant de rencontrer Venom, qui tente de les arrêter. Bien que Green Goblin réussisse à s'enfuir à la fin, la mission pose les bases de la prochaine confrontation.

#### Mission 4: Rock Up at the Lock Up
Iron Man et Hulk interviennent dans une évasion massive à la prison du Raft, orchestrée par Magneto pour libérer plusieurs super-vilains, dont Loki et Sabretooth. Accompagnés de Wolverine, ils affrontent une horde de criminels et déjouent les plans de Magneto, mais celui-ci parvient à s’enfuir après avoir détruit l’armure d'Iron Man. Cette mission souligne la menace croissante de Magneto et le danger qu'il représente.

#### Mission 5: Rebooted, Resuited
À la suite de l’attaque de Magneto, Captain America et Iron Man retournent à la Stark Tower, où Loki, Mandarin, et Aldrich Killian ont piraté J.A.R.V.I.S., l’intelligence artificielle de Stark. Les héros doivent affronter une série d’obstacles et d’ennemis tout en réinitialisant le système. Après avoir vaincu Mandarin et Killian, ils découvrent que Loki s’est emparé d’un réacteur arc, compliquant encore la situation.

#### Mission 6: Bifrosty Reception
Thor, Captain America, et Wolverine se rendent à Asgard pour stopper Loki, qui a volé le Tesseract. Ils affrontent les Géants des Glaces et le Destructeur, une arme puissante sous le contrôle de Loki. Bien qu'ils réussissent à récupérer le Tesseract, Loki échappe une nouvelle fois à leur capture, augmentant ainsi les enjeux pour les missions futures.

#### Mission 7: Juggernauts and Crosses
De retour sur Terre, Wolverine transporte le Tesseract à la X-Mansion, où il est analysé par Professor X. Cependant, Doctor Doom envoie la Confrérie des Mutants pour voler l'artefact. Les héros doivent combattre Juggernaut, Toad, et Pyro. Bien que la Confrérie des Mutants soit vaincue, Magneto et Mystique réussissent à s’emparer du Tesseract.

#### Mission 8: Magnetic Personality
Dans cette mission, Magneto utilise ses pouvoirs pour animer la Statue de la Liberté, qu’il transporte jusqu'à la Terre Sauvage, une île remplie de dinosaures. Mister Fantastic, Wolverine, et Hulk suivent Magneto jusqu’à sa cachette et affrontent plusieurs ennemis, y compris des dinosaures, dans un combat mémorable. Finalement, les héros parviennent à neutraliser Magneto.

#### Mission Finale: The Good, the Bad and the Hungry
La dernière mission voit l'arrivée du redoutable Galactus, le dévoreur de mondes. En réalisant la gravité de la menace, les héros s'allient temporairement avec certains vilains, dont Venom, Magneto et Doctor Doom, pour combattre Galactus. L’affrontement final se déroule dans une bataille épique où chaque héros utilise ses pouvoirs pour affaiblir Galactus, et ensemble, ils parviennent à le repousser, sauvant ainsi la Terre.
Ce scénario s'étend sur une série de missions qui capturent l’essence des bandes dessinées Marvel tout en restant fidèle à l'humour caractéristique des jeux LEGO. Chaque mission met en lumière un mélange d'action, de résolution d'énigmes, et d'exploration de lieux emblématiques de l’univers Marvel.

### Personnages jouables
Plusieurs personnages jouent des rôles clés tout au long de l'aventure principale. Parmi eux, on retrouve des héros comme Iron Man, Hulk, Spider-Man, ainsi que des personnages emblématiques comme Stan Lee, qui possède un rôle unique et est débloquable grâce aux missions "Stan Lee en danger".

#### Stan Lee
Stan Lee apparaît dans 50 missions spéciales disséminées dans le jeu, appelées "Stan Lee en danger". Le joueur doit le sauver de diverses situations, allant de l'écrasement sous des objets à l'emprisonnement dans des bâtiments en feu. Une fois toutes ces missions accomplies, Stan Lee devient jouable. Ce personnage est exceptionnel dans le jeu, car il combine les capacités de plusieurs super-héros Marvel : il peut utiliser des pouvoirs similaires à ceux de Spider-Man (lancer des toiles), Hulk (force incroyable), ou encore la Torche Humaine (lancer des flammes) et bien d'autres.

#### Iron Man
Iron Man, l'un des héros les plus récurrents de l'aventure, peut voler grâce à son armure, tirer des missiles et utiliser des lasers pour détruire des objets métalliques. Ses différentes armures lui permettent d'accomplir des missions nécessitant des capacités uniques, telles que la destruction de certains types d'obstacles.

#### Hulk
Hulk, avec sa force immense, est capable de détruire des murs LEGO spécifiques et de manipuler de gros objets. Il peut également se transformer en Bruce Banner pour résoudre des énigmes nécessitant des capacités humaines.

#### Spider-Man
Spider-Man est un autre protagoniste central, dont les capacités incluent la possibilité de se balancer à travers la ville grâce à ses toiles et d’utiliser son "sens d'araignée" pour détecter des objets cachés ou des solutions d'énigmes. Ses attaques web permettent également de manipuler certains objets dans l'environnement.

#### Thor
Thor apporte un soutien puissant avec son marteau Mjolnir, capable de manipuler la foudre, et de voler. Il est essentiel dans plusieurs missions où la manipulation de l'énergie est requise pour résoudre des énigmes ou vaincre des ennemis.

#### Nick Fury
Nick Fury, bien qu'il apparaisse moins souvent que les autres héros principaux, joue un rôle dans certaines missions. Il peut se rendre invisible pour éviter les caméras de sécurité, et utilise un pistolet pour attaquer à distance. Ses compétences sont principalement orientées vers l'espionnage et la furtivité.

#### Captain America
Captain America est un autre personnage essentiel de l'histoire. Armé de son bouclier en vibranium, il peut le lancer pour activer des interrupteurs à distance, se protéger des projectiles et rebondir sur plusieurs cibles. Il est également capable d'utiliser son bouclier pour traverser des flammes ou des champs électriques, ce qui en fait un personnage indispensable dans plusieurs niveaux où la réflexion et l'agilité sont requises.

#### Black Widow
Black Widow est un personnage doté de nombreuses compétences en matière d'infiltration. Elle peut devenir invisible pour échapper aux caméras de sécurité et utiliser des bâtons électriques pour désactiver des systèmes électroniques ou éliminer des ennemis. Sa polyvalence et sa furtivité sont essentielles pour progresser dans certaines missions où la discrétion est nécessaire.

#### Wolverine
Wolverine fait partie des X-Men jouables et intervient dans plusieurs missions importantes. Il possède un facteur de guérison, qui lui permet de récupérer des points de vie rapidement, ainsi que ses célèbres griffes en adamantium, qui peuvent détruire des objets LEGO spécifiques ou activer des interrupteurs cachés. Son "instinct animal" lui permet également de détecter des objets invisibles, ce qui est utile pour résoudre des énigmes.

#### The Thing
Membre des Quatre Fantastiques, The Thing est un autre personnage doté d'une force incroyable, similaire à Hulk. Il peut soulever de gros objets et détruire des obstacles massifs. Bien qu'il soit moins flexible que certains héros plus petits ou plus agiles, sa puissance brute est essentielle dans les combats et pour franchir des obstacles.

#### Jean Grey
Jean Grey, membre des X-Men, joue un rôle crucial dans plusieurs niveaux grâce à ses capacités télépathiques et télékinésiques. Elle peut manipuler des objets à distance et utiliser son esprit pour résoudre des énigmes complexes, notamment en interagissant avec des éléments environnementaux que d'autres personnages ne peuvent pas toucher. Jean Grey est souvent utilisée dans les missions où la résolution d'énigmes est plus importante que le combat.

#### Magneto
Magneto, l'un des principaux antagonistes du jeu, devient jouable après avoir été vaincu dans la campagne principale. Ses pouvoirs de manipulation du métal lui permettent de contrôler les objets métalliques, souvent nécessaires pour progresser dans certains niveaux ou résoudre des énigmes. Il est également capable de voler et d'utiliser des attaques magnétiques, ce qui le rend puissant dans les combats contre les ennemis.

#### Doctor Doom
Doctor Doom, l'un des principaux vilains du jeu, est également jouable après avoir été vaincu. Il possède une capacité de manipulation électrique, qui lui permet de décharger des faisceaux d'énergie ou d'alimenter des dispositifs électroniques, tout en étant capable de flotter dans certaines zones du jeu. Ses compétences le rendent redoutable dans les combats et essentiel pour interagir avec certains puzzles.

#### Loki
Loki, le frère adoptif de Thor et principal méchant dans certaines parties de l'histoire, est déverrouillé vers la fin du jeu. Ses capacités incluent la manipulation de la magie, lui permettant de créer des illusions et de manipuler l'environnement. Il peut également voler et attaquer à distance, ce qui en fait un adversaire redoutable et un personnage puissant une fois déverrouillé.
Ces personnages, parmi beaucoup d'autres, forment l'équipe principale que les joueurs suivent au fil de l'aventure, chacun ayant des capacités spécifiques qui ajoutent de la profondeur aux mécanismes de jeu. L'équilibre entre les personnages plus axés sur le combat, comme Hulk et Wolverine, et ceux spécialisés dans la résolution d'énigmes, comme Jean Grey et Magneto, est essentiel pour progresser à travers les différentes missions.
| Liste des personnages jouables |
| --- |
| - Iron Man (Mk6) - Tony Stark (Sous-vêtements) - Iron Man (Mk1) - Iron Man (Mk7) - Iron Man (Mk42) - Tony Stark - Iron Man (Tombeur) - Iron Man (Heroic Age) - Le Hulk - Spider-Man - Spider-Man (F.F.) - Captain America - Captain America (Classique) - Mister Fantastic - Mister Fantastic (F.F.) - Œil-de-Faucon - La Veuve Noire - Wolverine - Wolverine (Capuchon) - La Torche - Thor - Thor (Classique) - Cyclope - Cyclope (Astonishing) - Jean Grey - Le Phénix - Tornade - Le Fauve - Iceberg - La Femme Invisible - La Femme Invisible (F.F.) - La Chose - La Chose (F.F.) - Nick Fury - Maria Hill - Agent Coulson - L'Abomination - L'Homme-Absorbant - Agent de l'A.I.M. - Aldrich Killian - L'Homme Fourmi - Archangel - Arnim Zola - Tante May - Scarabée - Flèche Noire - La Chatte Noire - La Panthère Noire - Blade - Le Blob - Bullseye - Captain Britain - Carnage - Colossus - Curt Connors - Limiteur des dégâts - Daredevil - Deadpool - Le Destructeur (Minifigure) - Dr Fatalis - Docteur Octopus - Docteur Octopus (Ultimate) - Dr Strange - Doombot - Doombot (Série V) - Dormammu - Drax - Electro - Electro (Ultimate) - Elektra - Emma Frost - Géant de glace - Galactus - Gambit - Gamora - Ghost Rider - Le Bouffon vert - Le Bouffon vert (Ultimate) - Groot - Gwen Stacy - Havok - Heimdall - H.E.R.B.I.E. - Howard le Canard - Agent Hydra - Iron Fist - Iron Man (Hulkbuster) - J. Jonah Jameson - Le Fléau - Le Caïd - Homme de main du Caïd - Kraven le Chasseur - Kurse - Laufey - Le Leader - Liberté - Loki - Magnéto - Acolyte de Magnéto - Malekith - Le Mandarin - Le Mandarin (Film) - Mary Jane Watson - Mastermind - Mini-sentinelle - M.O.D.O.K. - Moon Knight - Miss Marvel - Mystério - Mystique - Cauchemar - Nova - Pepper Potts - Rescousse - Polaris - Power-Man - Le Professeur X - Psylocke - Le Punisher - Pyro - Le Hulk Rouge - Crâne Rouge - Le Rhino - Rocket Raccoon - Ronan - Garde de Roxxon - Dents de Sabre - L'Homme-Sable - Gros bras de Sandman - Miss Hulk - Agent du S.H.I.E.L.D. - Le Shocker - Le Samouraï d'argent - Le Surfer d'Argent - Spider-Woman - Écureillette - Stan Lee - Star-Lord - Spider-Man Supérieur - Le Super-Skrull - Scientifique Symbiotique - Scientifique Symbiotique (Hazmat) - Le Taskmaster - Le Crapaud - Union Jack - Venom - La Vipère - Le Vautour - War Machine - Iron Patriot - La Guêpe - Whiplash - Le Sorcier - Rick Jones - Thanos - Beta Ray Bill - Le Phénix Noir - Le Faucon - Œil-de-Faucon (Classique) - Spider-Man (Symbiotique) - Le soldat de l'hiver - Kurse (Dark World) - Odin - Malekith (Monde des Ténèbres) - Jane Foster - Sif - Volstagg - Hogun - Fandral |

## Distribution
Voici la liste des personnages principaux de LEGO Marvel Super Heroes, accompagnés de leurs doubleurs en version originale (VO) et en version française (VF) :
1. Iron Man / Tony Stark
  - VO : Adrian Pasdar
  - VF : Jean-Pierre Michaël
2. Hulk / Bruce Banner
  - VO : Fred Tatasciore
  - VF : Paul Borne
3. Spider-Man / Peter Parker
  - VO : James Arnold Taylor
  - VF : Donald Reignoux
4. Captain America / Steve Rogers
  - VO : Roger Craig Smith
  - VF : Sébastien Desjours
5. Thor
  - VO : Travis Willingham
  - VF : Alexis Victor
6. Wolverine / Logan
  - VO : Steve Blum
  - VF : Marc Alfos
7. Black Widow / Natasha Romanoff
  - VO : Laura Bailey
  - VF : Vanina Pradier
8. Loki
  - VO : Troy Baker
  - VF : Adrien Antoine
9. Nick Fury
  - VO : John Eric Bentley
  - VF : Thierry Desroses
10. Deadpool / Wade Wilson
  - VO : Nolan North
  - VF : Emmanuel Karsen
11. Doctor Doom / Victor von Doom
  - VO : Fred Tatasciore
  - VF : Philippe Peythieu
12. Magneto / Erik Lensherr
  - VO : Nolan North
  - VF : Gilbert Lévy
13. Venom
  - VO : Dave Boat
  - VF : Philippe Catoire
14. Galactus
  - VO : John DiMaggio
  - VF : Marc Alfos
15. Green Goblin / Norman Osborn
  - VO : Nolan North
  - VF : Jean-Claude Donda
16. Black Panther / T'Challa
  - VO : John Eric Bentley
  - VF : Emmanuel Garijo
17. Silver Surfer
  - VO : James Arnold Taylor
  - VF : Bernard Gabay